# Fuminana taenia
Fuminana taenia är en insektsart som beskrevs av Freytag och Delong 1982. Fuminana taenia ingår i släktet Fuminana och familjen dvärgstritar. Inga underarter finns listade i Catalogue of Life.